# Henryk Lewandowski (1929–2008)

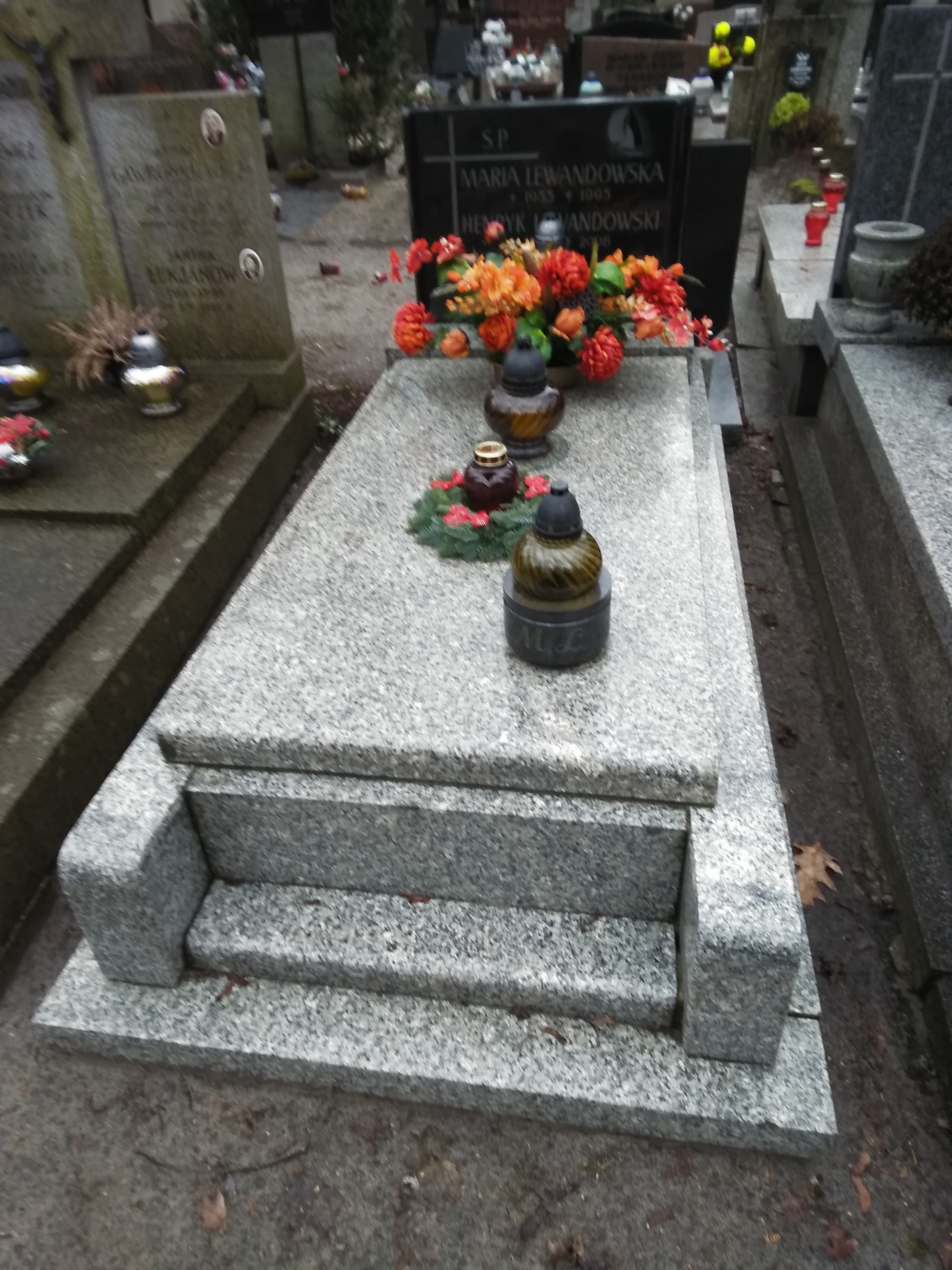
Grób Henryka Lewandowskiego

Henryk Lewandowski (ur. 10 września 1929 w Zamościu, zm. 1 lutego 2008 w Warszawie) – polski działacz środowisk represjonowanych i kombatantów żydowskich z okresu II wojny światowej.

## Życiorys
Urodził się w Zamościu w rodzinie żydowskiej, jako syn Dawida Garfinkiela (1908–1985) i Marii z domu Jungman (1908–1942). Podczas II wojny światowej przebywał w zamojskim getcie, skąd udało mu się zbiec, na krótko przed jego likwidacją. Następnie ukrywał się w Warszawie, a od 1944 w okolicach Łowicza. Po zakończeniu wojny osiadł w Warszawie.
Był jednym z nielicznych Żydów z Zamościa, którzy po II wojnie światowej nie opuścili Polski. Przez wiele lat zasiadał w zarządzie Stowarzyszenia Żydów Kombatantów i Poszkodowanych w II Wojnie Światowej. Był także członkiem Stowarzyszenia Dzieci Holocaustu. Swoje wspomnienia wojenne zawarł w części pierwszej książki pt. Dzieci Holocaustu mówią.... Pochowany jest na Cmentarzu Wojskowym na Powązkach (kwatera AII, rząd 6, grób 32).